# فیلیپ فیلیپوف
فیلیپ فیلیپوف (بلغاری: Филип Филипов؛ زادهٔ ۲ اوت ۱۹۸۸) بازیکن فوتبال اهل بلغارستان است.
از باشگاه‌هایی که در آن بازی کرده است می‌توان به باشگاه فوتبال بوتو پلوودیو و باشگاه فوتبال لیتکس لووچ اشاره کرد.
وی همچنین در تیم ملی فوتبال زیر ۲۱ سال بلغارستان بازی کرده است.